# Дзержинский, Иван Игнатьевич
Иван Игнатьевич Дзержинский (15 сентября 1925 год, деревня Рогинь — 2 февраля 1995 года) — директор совхоза «Яхимовщина» Молодечненского района Минской области, Белорусская ССР. Герой Социалистического Труда (1973). Депутат Верховного Совета Белорусской ССР.

## Биография
Родился в 1925 году в крестьянской семье в деревне Рогинь (сегодня — Гомельская область Белоруссии). Участвовал в Великой Отечественной войне в составе партизанского отряда. В 1943 году после освобождения Гомельской области был призван на фронт. После войны окончил в Москве курсы советских работников и счётно-финансовые курсы, после чего трудился главным бухгалтером на спиртозаводе в селе Яхимовщина. Окончил вечернюю школу в селе Полочаны. Позднее был назначен директором убыточного совхоза «Яхимовщина» Молодечненского района.
В 1972 году совхоз собрал в среднем по 40 центнеров зерновых с каждого гектара. Указом Президиума Верховного Совета СССР от 12 декабря 1973 года за большие успехи, достигнутые во Всесоюзном социалистическом соревновании, и проявленную трудовую доблесть в выполнении принятых обязательств по увеличению производства и продажи государству зерна, картофеля, сахарной свёклы и других продуктов земледелия в 1973 году удостоен звания Героя Социалистического Труда с вручением ордена Ленина и золотой медали «Серп и Молот».
Избирался депутатом Верховного Совета Белорусской ССР.

## Награды
- Орден Ленина
- Орден Красной Звезды
- Медаль «За отвагу»